# Grammomys cometes
Grammomys cometes is een knaagdier uit het geslacht Grammomys dat voorkomt van Zuid-Afrika tot Oost-Zimbabwe en Mozambique, noordelijk tot de Zambezi. Populaties noordelijk van de Zambezi worden tot een aparte soort, G. ibeanus, gerekend, die wat kleiner is. De grenzen tussen deze soort en G. dolichurus zijn nog niet erg duidelijk. Deze soort is iets groter dan G. dolichurus, maar het enige kenmerk waarmee deze twee soorten in het veld kunnen worden geïdentificeerd is de aanwezigheid van een witte vlek achter de oren bij G. cometes, die echter niet altijd aanwezig is.